# Abderrazak Belgherbi
Abderrazak Belgherbi (Chlef, Argelia francesa, 29 de octubre de 1961) es un exfutbolista de Argelia que jugaba en la posición de defensa.

## Carrera

### Club
Jugó toda su carrera con el ASO Chlef de 1980 a 1994.

### Selección nacional
Jugó para Argelia en 16 ocasiones de 1987 a 1989 y participó en la Copa Africana de Naciones 1988 donde logró el tercer lugar.